# Canotaje en los Juegos Suramericanos de 2014: K1 1000 m
La prueba de K1 1000m masculina en Santiago 2014 se llevó a cabo el 12 de marzo de 2014 en la Laguna de Curauma, Región de Valparaíso. Participaron en la prueba 7 canoteros.

## Resultados
| Rank              | Calle | Nacionalidad | Canotero           | Tiempo Total | Diferencia |
| ----------------- | ----- | ------------ | ------------------ | ------------ | ---------- |
| Medalla de oro    | 8     | Argentina    | Daniel Dal-Bo      | 3:38.401     |            |
| Medalla de plata  | 6     | Brasil       | Celso de Oliveira  | 3:40.304     | +00:01.903 |
| Medalla de bronce | 2     | Chile        | Jean Valdebenito   | 3:41.218     | +00:02.817 |
| 4                 | 5     | Uruguay      | Sebastián Romero   | 3:44.769     | +00:06.368 |
| 5                 | 4     | Colombia     | Edwin Amaya        | 3:45.329     | +00:06.928 |
| 6                 | 7     | Venezuela    | Juan Pablo Montoya | 3:58.476     | +00:20.075 |
| 7                 | 2     | Perú         | Etnan García       | 4:22.937     | +00:44.536 |